# DJ Ötzi
Gerhard Friedle, művésznevén DJ Ötzi (St. Johann in Tirol, 1971. január 7. –) osztrák énekes, elsősorban a német nyelvterületen sikeres popelőadó.

## Pályafutása
Nevelőszülők és nagymamája nevelték, majd kollégiumban nevelkedett. Később szakácstanfolyamot végzett, majd egy ideig hajléktalanként élt.
1995-ben megnyert egy karaokeversenyt, ami elindította az előadóművészi pályán: énekesként és lemezlovasként kezdett dolgozni. 1999-ben hirtelen futott be Anton aus Tirol című számával, mely Ausztria mellett Németországban és Dániában is a slágerlisták élére került. Hey Baby című dala már Angliában, Írországban, Skóciában, Dél-Afrikában és Ausztráliában is az 1. helyre került; első osztrák előadóként Angliában platinalemez lett. Az Amerikai Egyesült Államokban sportesemények – például a Super Bowl – egyik gyakran játszott számává vált. 2002-ben az Opus Live Is Life című számának feldolgozása jelentett nemzetközi sikert számára.
2006-ban kiadott I am the Music Man című gyermekalbuma Japánban lett váratlanul sikeres. A 2007-ben Nik P.-vel felvett Ein Stern (der Deinen Namen trägt) 11 hétig vezette az osztrák és 13 hétig a német listákat. A Sweet Caroline-t 2010-es férfi kézilabda-Európa-bajnokság hivatalos dalává választották.
2017-től szólóturnékra indult a német nyelvterületen.

## Magánélete
2001-ben házasodott össze barátnőjével, Sonjával. Gyermekük, Lisa Marie 2002-ben született.